# Conus caillaudii
Conus caillaudii é uma espécie de gastrópode do gênero Conus, pertencente à família Conidae.